# Seclin
Seclin är en kommun i departementet Nord i regionen Hauts-de-France i norra Frankrike. Kommunen är chef-lieu över kantonerna Seclin-Nord och Sud som tillhör arrondissementet Lille. År 2022 hade Seclin 13 011 invånare.

## Befolkningsutveckling
Antalet invånare i kommunen Seclin
| Referens: INSEE |